# L'Esprit de Warren
L'Esprit de Warren est une série de bande dessinée française écrite par Luc Brunschwig, dessinée par Stéphane Servain et colorisée par Claude Guth (tomes 1 à 3) puis Delphine Rieu (tome 4). Elle a été publiée en quatre volumes par Delcourt de 1996 à 2005.

## Albums
- L'Esprit de Warren,  Delcourt, coll. « Sang froid » :

1. La Dix-neuvième victime, 1996.
2. La Légende de nouvel homme, 1997.
3. L'Enfant au fond du jardin, 1998.
4. Encore quelques heures à vivre, 2005.

### Documentation
- Franck Aveline, « L'Esprit de Warren #3 », dans L'Indispensable n°3, janvier 1999, p. 68.